# Bezirk Žižkov
Der Bezirk Žižkov (auch Žižkow; tschechisch Okresní hejtmanství v Žižkove) war ein Politischer Bezirk im Königreich Böhmen. Der Bezirk umfasste Gebiete in Mittelböhmen Westböhmen im heutigen Středočeský kraj bzw. der Stadt Prag (Prag bzw. Okres Praha-východ). Sitz der Bezirkshauptmannschaft war die Stadt Žižkov. Das Gebiet gehörte seit 1918 zur neu gegründeten Tschechoslowakei und ist seit 1993 Teil Tschechiens.

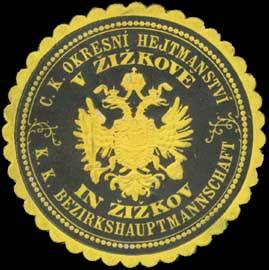
Siegelmarke Okresní hejtmanství v Žižkove / Bezirkshauptmannschaft in Žižkov

## Geschichte
Die modernen politischen Bezirke der Habsburgermonarchie wurden 1868 im Zuge der Trennung der politischen von der judikativen Verwaltung geschaffen.
Der Bezirk Žižkov war zunächst Teil des Bezirks Böhmisch Brod bzw. des Bezirks Karolinenthal. Im Bezirk Karolinenthal wurde 1876 aus einzelnen Gemeinden des Gerichtsbezirks Karolinenthal die Errichtung des Gerichtsbezirks Königliche Weinberge bestimmt.
Amtswirksam wurde diese Änderung per 1. August 1878.
Der Gerichtsbezirk Žižkov entstand wiederum 1889 durch eine Verordnung des Justizministeriums, wodurch drei Gemeinden des Gerichtsbezirks Königliche Weinberge zum Gerichtsbezirk Žižkov zusammengeschlossen wurden.
Per 1. Mai 1890 nahm das Bezirksgericht in Žižkov schließlich seine Tätigkeit auf.
Der Bezirk Žižkov wurde schließlich per 1. Oktober 1898 geschaffen, wozu die Gerichtsbezirke Žižkov vom Bezirk Königliche Weinberge bzw. Říčan vom Bezirk Böhmisch Brod zum neuen Bezirk Žižkov vereint wurden.
1900 beherbergte der Bezirk 83.752 Menschen, die auf einer Fläche von 238,00 km² bzw. in 43 Gemeinden lebten.
Der Bezirk Žižkov umfasste 1910 eine Fläche von 237,99 km² und eine Bevölkerung von 102.514 Personen. Von den Einwohnern hatten 1910 1.633 Deutsch und 100.333 Tschechisch als Umgangssprache angegeben. Weiters lebten im Bezirk 548 Anderssprachige oder Staatsfremde. Der Bezirk bestand 1910 aus zwei Gerichtsbezirken mit insgesamt 44 Gemeinden bzw. 53 Katastralgemeinden.
In Vorbereitung der Eingemeindung der Stadt Žižkov nach Prag wurde 1921 der Sitz der Bezirkshauptmannschaft nach Říčany verlegt. 1925 erhielt der Bezirk den neuen Namen Okres Říčany/Bezirk Říčan.